# Lotaringiai Mária skót királyné
Lotaringiai Mária vagy Marie de Guise (Bar-le-Duc, 1515. november 22. – Edinburgh, 1560. június 11.), francia hercegnő, V. Jakab skót király felesége, Stuart Mária édesanyja.

## Élete
Claude, Guise hercege, a Guise ház feje és Antoinette de Bourbon-Vendôme gyermekeként született a lotaringiai Bar-le-Duc-ben. Tizennyolc évesen, 1534. augusztus 4-én feleségül ment Longueville hercegéhez, II. Lajoshoz (sz. 1510). Boldog házasságban éltek. Első fiuk, François 1535. október 30-án született. 1536 telén Mária részt vett későbbi második férje, V. Jakab skót király és a francia király legidősebb lánya, Madeleine de Valois esküvőjén a párizsi Notre Dame-ban.
1537. június 9-én Lajos meghalt Rouenban, és Mária huszonegy évesen özvegyen maradt. Augusztus 4-én megszületett második fia, Louis. Jakab király, akinek első felesége júliusban halt meg tuberkulózisban, igyekezett továbbra is fenntartani a skót–francia szövetséget, és Mária házassági tárgyalások középpontjában találta magát. VIII. Henrik angol király, Jakab nagybátyja megpróbálta megakadályozni az Anglia számára veszélyes szövetséget, és ő is megkérte Mária kezét (harmadik felesége, Jane Seymour nem sokkal korábban halt meg). Tekintve azonban, hogy Henrik az első feleségét elűzte, a másodikat lefejeztette, Mária visszautasította az ajánlatot. Állítólag azt mondta: „Nagydarab nő vagyok, de a nyakam vékony.”
I. Ferenc francia király úgy döntött, Mária menjen hozzá Jakab királyhoz. A hercegnő nem szívesen hagyta volna el hazáját, különösen most, mikor kisebbik fia alig négy hónaposan meghalt. Apja megpróbálta késleltetni a házasságot, mikor azonban Jakab személyesen írt levelet Máriának, a hercegnő beleegyezett a házasságba.
1538. május 18-án távházasságot kötöttek a Notre Dame-ban, a vőlegényt Robert, Lord Maxwell helyettesítette. Mária júniusban indult útnak Skóciába, fiát ott kellett hagynia. 1540. február 22-én skót királynévá koronázták. 
1541 áprilisában mindkét fiú gyermeke meghalt. Harmadik, utolsó gyermekük, Mária hercegnő másfél évvel később született, Jakab király hat nappal leányának születése után meghalt, és a hatnapos kislány lett Skócia királynője.
A gyermek nagykorúságáig édesanyja és a skót nemesség tervezte irányítani az országot, azonban VIII.Henrik azt szerette volna, ha fia, Edward herceg és Mária egybekelnének, így egyesíthetné Skóciát és Angliát. A skótok ebbe nem egyeztek bele, így Henrik megtámadta seregével Skóciát, hogy elrabolhassa Máriát, és erővel hozzáadja őt Edwardhoz. Az akkor 5-6 éves királynőt édesanyja Franciaországba menekítette, hogy megvédje az angoloktól. Amíg a kislány Franciaországban élt, Skócia és a francia király megegyeztek, hogy Mária és a francia trónörökös, Ferenc néhány év múlva összeházasodnak. A királynő anyja már nem érhette meg lánya visszatérését Skóciába, ugyanis még érkezése előtt meghalt. Ekkor értesítették az akkor már özvegy francia királynét édesanyja haláláról, s arról, hogy most már ő uralkodik az országban.
Mária halálakor már csak leánya, Stuart Mária királynő volt életben gyermekei közül, legidősebb fia tizenévesként meghalt 1551-ben.

## Gyermekei
- Második férjétől, V. Jakab skót királytól három gyermeke született:
  - James Stewart, Rothesay hercege (1540. május 22 – 1541. április)
  - Robert (*/† 1541)
  - Mária (1542. december 8. – 1587. február 8.)